# Daniel Burros
Daniel Burros (New York, 1937. március 5. - Reading, 1965. október 31.) amerikai náci volt, aki öngyilkosságot követett el, amikor kiderült, hogy zsidó származású.

## Ifjúsága
Daniel Burros George és Esther Sunshine Burros gyermekeként született, nagyszülei oroszországi zsidók voltak. Egyedüli gyerek volt, szülei az alsó középosztályhoz tartoztak. New York Queens negyedének egyik bérházában éltek. Apja az első világháborúban megsérült a torkán, hazaérkezése után gépészként dolgozott, anyja pedig elárusító volt egy Jamaica Avenue-i boltban. Burros a Richmond Hill-i Talmud Torah héber iskolába járt, Bar Mitzvah ünnepségét 1950. március 4-én tartották.
Kiemelkedően okos, 154-es IQ-jú gyerek volt, aki nagyon jól teljesített a John Adams középiskolában. Serdülőkorában szinte hisztérikusan akarta a győzelmet minden játékban. Osztálytársai folyamatosan gúnyolták, gyakran keveredett verekedésekbe. Barátai nem voltak. Megrögzötten hajtogatta, hogy a West Point katonai akadémiába jelentkezik majd. Még a középiskola alatt tagja lett a Nemzeti Gárdának, a gyakorlatok napján egyenruhában ment iskolába.
Az 1950-es évek elején  jegyzetfüzeteibe német tankokat kezdett rajzolni, hálószobájának falát pedig német tábornokok képeivel ragasztotta ki. Intellektuális képességei ellenére sem a West Pointra, sem más felsőoktatási intézménybe nem felvételizett.
1955-ben hat évre aláírt a hadsereghez, az ejtőernyősökhöz. Egy barátjának azt mondta, ha nem lehet katona, akkor nem marad semmi, amiért élhetne. Mivel túlsúlyos volt, lassú és vastag lencséjű szemüveget hordott, katonatársai folyamatosan gúnyolták. Burros annyira szeretett volna megfelelni, hogy bajtársai Stréber Burrosnak gúnyolták, majd később, amikor elkezdte  náci relikviáit mutogatni, Der Führer lett a neve. Mivel békeidőben volt katona, éles bevetésre nem küldték, viszont 1957. szeptember 24-én tagja volt annak az ejtőernyős osztagnak, amely az arkansasi Little Rockban kikényszerítette a szövetségi bíróság döntését, miszerint feketék is járhatnak a csak fehérek által látogatott középiskolába.
Annak ellenére, hogy később náci barátainak azt mondta, azért hagyta ott a hadsereget, mert nem bírta elviselni, hogy amerikai katonák a "niggereket védik" és bajonettjeiket a fehér lányokra szegezik, kevéssel az események után azt írta egy ismerősének, hogy Little Rockban "éreztem először igazán, hogy katona vagyok".
Burros ki akart lépni a hadseregből, ezért háromszor követett el hamis öngyilkossági kísérletet: kétszer felszíni sebeket ejtett a csuklóján borotvapengével, egyszer pedig Aszpirinnal adagolta túl magát. Legalább egy esetben Adolf Hitlert magasztaló búcsúlevelet hagyott hátra. Alkalmatlansága és viselkedési zavarai miatt végül leszerelték.

## Mozgatórugói
Későbbi politikai szerepvállalásának hátterében ifjúságának meghatározó élményei állhatnak: iskolás társai vele szembeni kegyetlenkedései, az egyenruhák, a hadsereg iránti vonzódása, valamint történelemtanára, aki lelkes támogatója volt Joseph Raymond McCarthy szenátornak, az Amerika-ellenes Tevékenységet Vizsgáló Bizottság vezetőjének. Hatására Burros már egészen fiatal éveiben határozottan kommunistaellenes volt. Remek politikai vitázó vált belőle, aki állításait idézetekkel és statisztikákkal tudta alátámasztani. Sok időt töltött a könyvtárban, ahol a vitákra készült. Mint korának sok más fiatal konzervatívja, szerette Friedrich Nietzschét és Oswald Spenglert.
Daniel Burros a viták során egyre szélsőségesebb álláspontot foglalt el. Ennek egyik eleme volt a második világháborús német hadsereg bálványozása. Később ez kiegészült azzal a nézettel, hogy a valóságot eltorzították a Harmadik Birodalomról. Járta a régiségboltokat, és náci relikviákat vásárolt. Odáig jutott, hogy Adolf Hitlert minden idők legnagyszerűbb emberének tartotta. Burros hamarosan szenvedélyes antiszemitává vált.

## Politikai tevékenysége
1958-ban a Queens Borough-i közkönyvtárban helyezkedett el nyomdászként. Szorgalmas, lelkiismeretes alkalmazott volt, de kizárólag csak a Hitler iránti csodálatáról és a zsidók gyűlöletéről beszélt. Igazi politikai aggitátorrá vált. Szabadidejében az Amerikai Nemzetiszocialista Pártot népszerűsítette. Leveleire horogkeresztet bélyegzett, és különböző zsidóellenes szórólapokat terjesztett. Azt propagálta, hogy a zsidóknak szenvedniük kell.
1960-ban Arlingtonba költözött. Az amerikai náci párt központjában lakott. Esküt tett Adolf Hitlerre és  George Lincoln Rockwellre, az amerikai nácik vezetőjére. Fanatizmusa és nyomdai ismeretei miatt gyorsan emelkedett a szervezet ranglétráján: nemzeti titkár lett, és megkapta a párt érdemrendjét. Négyszer tartóztatták le rendzavarásért és garázdaságért. Másfél évet töltött Rockwell bázisán, ezalatt komoly kétségei támadtak a vezető képességeit illetően, ezért 1961. november 5-én hazaköltözött.
Egy manhattani nyomdában helyezkedett el, és más nemzetiszocialistákkal megalakította az Amerikai Nemzeti Pártot. Központjuk Queensben, a 190. utca 97-115. ben működött, itt adták ki Kill! (Ölj!) című magazinjukat is, amelyet Burros jegyzett főszerkesztőként. Demonstrációkat szervezett az Exodus című filmet bemutató külvárosi mozik elé, de nem sikerült felhívnia a figyelmet magára.
Sok időt töltött Yorkville-ben, a New York-i németek negyedeiben. Itt ismerkedett meg a Nemzeti Újjászületés Pártjával, amelynek kapcsolatai voltak az arab rezsimekkel, illetve a Dél-Amerikába menekült nácikkal. Mindazonáltal Daniel Burros csalódott volt, mivel a párt vezetője, James Madole nem akarta kiirtani a zsidókat. 1963. július 13-án a párt több szimpatizánsa megzavarta a faji egyenlőségéért küzdő egyik csoport rendezvényét, és hármat közülük bevittek a rendőrségre. A járművükben találtak egy 22-es kaliberű pisztolyt, egy számszeríjat, valamint könnygázt, baltát és egyéb szúró-vágó eszközöket. Másnap Madole-t és Burrost is bevitték. 1964 májusában az esküdtszék összeesküvésben, lázadásban és tűzfegyver birtoklásában bűnösnek találta. Az óvadékot családja tette le érte.
Daniel Burros szakított a Nemzeti Újjászületés Pártjával, mert úgy gondolta, hogy James Madole valójában nem akar radikális változásokat. Megjelentette a Szabad Amerikai című kiadványt, amelyet YF76-ra datált. A rövidítés azt jelenti, hogy a Führer születése utáni 76. év. 1965 elején látta D. W. Griffith filmjét, az Egy nemzet születését a New York-i modern művészetek múzeumában. A film hatására felvette a kapcsolatot a Ku-Klux-Klannal. Ugyanebben az évben őt és más klántagokat beidézte az Amerika-ellenes tevékenységet vizsgáló bizottság. Az ügy megjelent az újságokban, és erre felfigyelt egy kormányügynök, aki nyomozott Burros után, és tudta róla, hogy zsidó. Ezt elmondta egy újságíró barátjának, John McCandlish Phillipsnek, aki a The New York Timesnál dolgozott.
Két újságíró, Steve Roberts and Ralph Blumenthal George és Esther Burros nyomába eredt. Felderítettek mindent az életükről, Burros középiskolai és hadseregbeli életéről, a különböző csoportokról, amelyekhez tartozott, illetve az általa kiadott nyomtatványokról. Megtalálták szülei házassági bejegyzését.
John McCandlish Phillips 1965. október 29-én egy queensi étterembe hívta Burrost, hogy beszéljenek a mozgalomról. Miután Burros kifejtette a nézeteit, Phillips megkérdezte, hogy miért lett náci. Daniel Burros elkezdett beszélni a Harmadik Birodalom iránti tiszteletéről, és arról, hogy mennyire gyűlöli a zsidókat. Arról beszélt, hogy kiirtásuk az Amerikai Egyesült Államokban sokkal erőszakosabb lenne, mint a "civilizált és magasan kulturált" Németországban. Phillips ekkor váratlanul arra emlékeztette beszélgetőtársát, hogy szülei zsidó szertartás szerint házasodtak meg Bronxban. Burros ezután megfenyegette az újságírót, hogy megöli.
Október 31-én Readingben, Roy Frankhousernél, a klán pennsylvaniai vezetőjénél tartózkodott. Vett egy New York Timest, és a címlapon meglátta a róla szóló cikket. Kezében egy 32-es kaliberű pisztollyal berontott Frankhouser hálószobájába, és azt mondta, hogy már nincs miért élnie. Mellkason lőtte magát, de nem esett össze, ezért egy golyót röpített a fejébe is.

## Érdekességek
- Burros egy tóraszekrény-takaróba burkolózott alvás közben, amikor Arlingtonban tartózkodott. Készült róla egy olajfestmény, a háttérben az Auschwitzi koncentrációs tábor kéményeivel. Gyakran hordott magánál egy kis darab szappant, amelynek zöld papírjára a következő feliratot nyomtatták németül: "Készült a legkiválóbb zsidó hájból".[2]
- Életéről  A. M. Rosenthal and Arthur Gelb One More Victim: The Life and Death of an American-Jewish Nazi címmel könyvet írt 1967-ben. A cím szabad fordítása: Még egy áldozat: Egy amerikai zsidó náci élete és halála.
- Élete inspirálta a A hitetlen című amerikai film elkészítését. A zsidógyűlölő zsidót Ryan Gosling alakítja Henry Bean 2001-es filmjében.